# Chris Monk

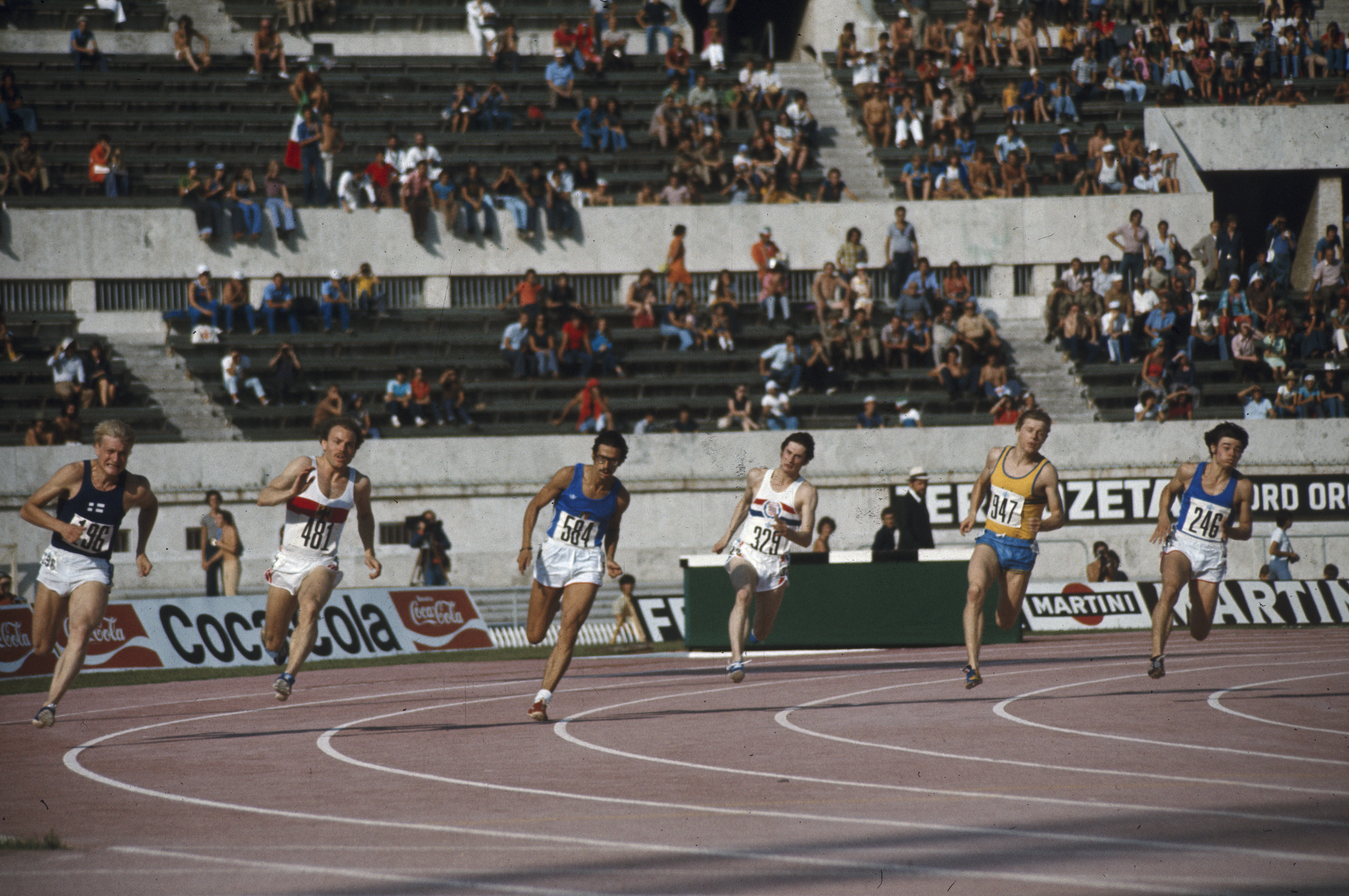
Chris Monk (3. v. r.; Startnummer 329) beim 1. Halbfinale des 200-Meter-Laufs, Leichtathletik-Europameisterschaften 1974 in Rom

Chris Monk (Christopher Leslie Monk; * 29. September 1951) ist ein ehemaliger britischer Sprinter.
Bei der Universiade 1973 gewann er Silber über 200 m.
1974 wurde er bei den British Commonwealth Games in Christchurch jeweils Sechster über 200 m und mit der englischen Mannschaft in der 4-mal-100-Meter-Staffel; über 100 m erreichte er das Halbfinale. Bei den Leichtathletik-Europameisterschaften in Rom schied er über 200 m im Halbfinale und mit der britischen 4-mal-100-Meter-Stafette im Vorlauf aus.
Über 200 m wurde er 1973 Englischer Meister und 1975 Englischer Hallenmeister, über 60 m 1976 Englischer Hallenmeister.

## Persönliche Bestzeiten
- 60 m (Halle): 6,7 s, 21. November 1970, Cosford
- 100 m: 10,4 s, 30. Juni 1973, Leipzig
- 200 m: 20,70 s, 20. August 1973, Moskau